# Gaëtan Courtet
Gaëtan Courtet (Lorient, 22 februari 1989) is een Frans voetballer die bij voorkeur als aanvaller speelt. Hij verruilde in 2010 het tweede team van FC Lorient voor het eerste van Stade Reims.

## Clubcarrière
Courtet verruilde in januari 2011 het tweede elftal van Lorient voor Stade Reims. Na enkele maanden werd er bij hem kanker vastgesteld. Nadat hij die overwonnen had, keerde hij terug op 16 september 2011 tegen Stade Lavallois. In 2012 steeg de club naar de Ligue 1. In zijn eerste seizoen op het hoogste niveau scoorde hij negen doelpunten in dertig competitiewedstrijden.